# Братово
Село Братово се налази у општини Трговиште у Бугарској. Према подацима од 21.07.2005. године има 253 становника.